# Galeodes afghanus
Espèce
Galeodes afghanus est une espèce de solifuges de la famille des Galeodidae.

## Distribution
Cette espèce se rencontre en Afghanistan et au Pakistan.

## Description
Le mâle holotype mesure 34 mm.
Le mâle décrit par Roewer en 1934 mesure 34 mm et la femelle 46 mm.

## Étymologie
Son nom d'espèce lui a été donné en référence au lieu de sa découverte, l'Afghanistan.

## Publication originale
- Pocock, 1895 : Notes on some of the Solifugae contained in the collection of the British Museum, with descriptions of new species. Annals and Magazine of Natural History, sér. 6, vol. 16, p. 74–98 (texte intégral).